# Levi Leipheimer

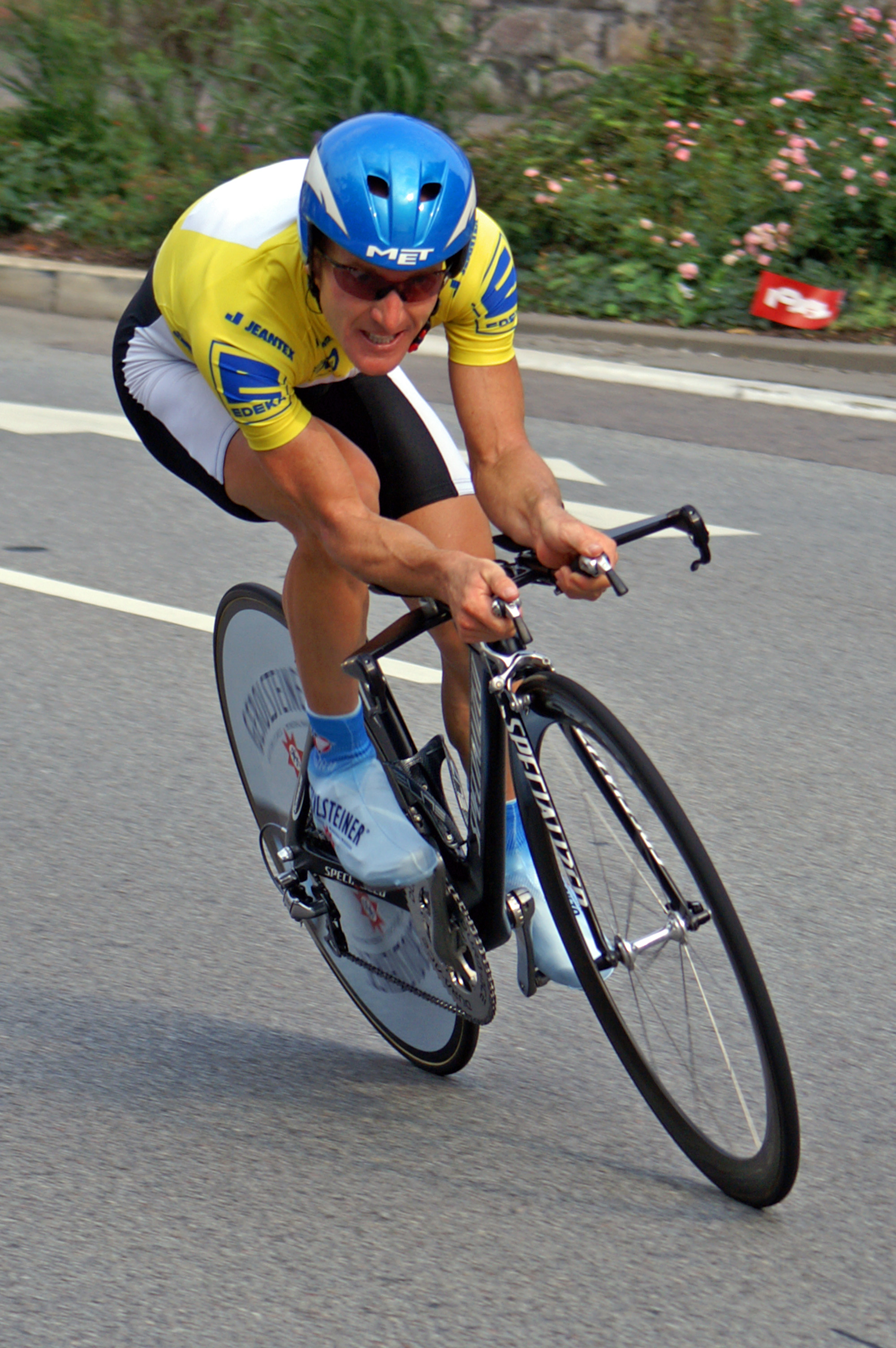
Levi Leipheimer a la Volta a Alemanya 2005.

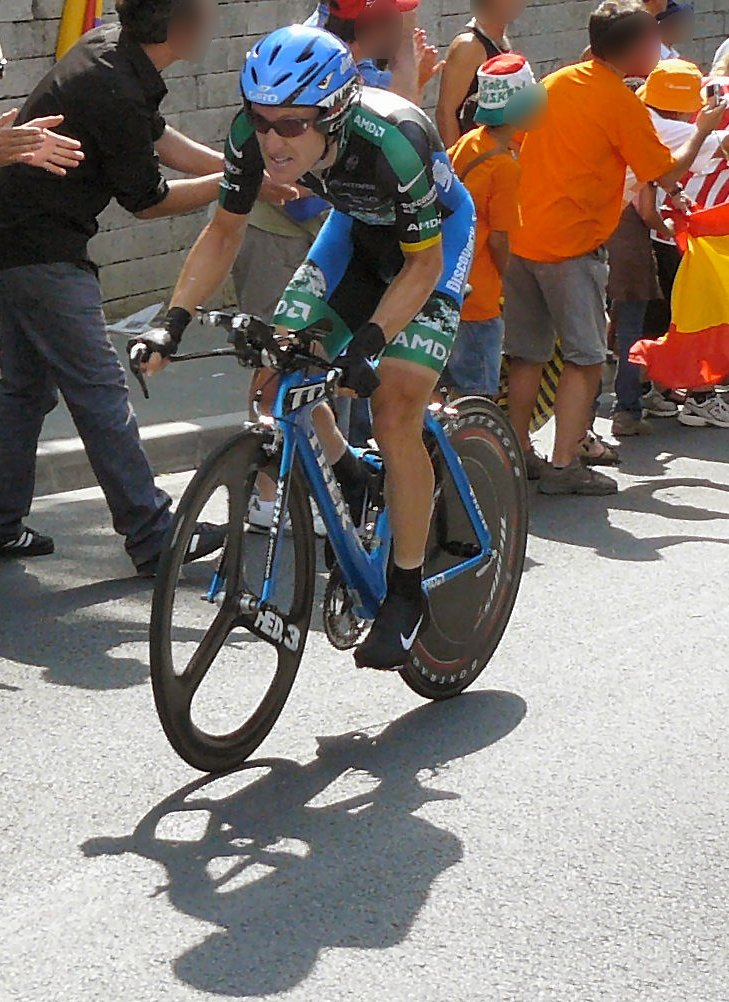
Levi Leipheimer al Tour de França de 2007.

Levi Leipheimer (Butte, Montana, 24 d'octubre del 1973) és un ciclista estatunidenc professional entre el 1998 i el 2013.
És un contrarellotgista i un corredor complet en les voltes per etapes. En el seu palmarès destaquen les victòries en tres edicions de la Volta a Califòrnia, una Volta a Suïssa, dues etapes a la Volta a Espanya i un campionat nacional en ruta.

## Biografia
Va començar la seva carrera professional el 1997 de la mà de l'equip Comptel Data System. L'any següent va fitxar per un altre equip estatunidenc, el Saturn Cycling Team, on va estar 2 temporades, tot guanyant alguna cursa modesta, com el Tour de Beauce. El 2000 va entrar a formar part de l'equip US Postal, on va coincidir amb Lance Armstrong.
Es va donar a conèixer en el panorama ciclista internacional a la Volta a Espanya 2001, on va finalitzar en tercera posició, per davant del seu cap de files Roberto Heras a l'US Postal, gràcies a les seves prestacions en les contrarellotges.
A partir d'aquí es va fer assidu entre el top ten del Tour de França corrent en equips com el Rabobank ProTeam i el Gerolsteiner, a més d'aconseguir victòries en altres curses importants com la Volta a Alemanya o la Volta a Califòrnia.
Durant el Tour de França de 2006, el mànager general del Gerolsteiner, Hans-Michael Holczer, va confirmar que Leipheimer s'havia allotjat al mateix hotel que el polèmic doctor Michele Ferrari, implicat en diversos assumptes de dopatge, durant la seva fase preparatòria a Santa Cruz de Tenerife, tot i que, segons Leipheimer, no existia cap relació laboral entre el metge esportiu italià i ell.
El 2007 va fitxar pel Discovery Channel, on va coincidir amb Alberto Contador. Va fer un gran paper al Tour de França, on va guanyar la penúltima etapa, una contrarellotge de 55 km, i finalitzà en tercera posició final, a tan sols 31 segons del vencedor, Alberto Contador, i a 8 segons del segon classificat, l'australià Cadel Evans.
La següent temporada va fitxar, junt a Contador, per l'Astana Qazaqstan Team, però no van poder córrer el Tour de França degut a la sanció que l'organització va imposar l'equip pels escàndols de dopatge de l'any anterior. Amb tot, a la Volta a Espanya acabà en segona posició, a només 46 segons de Contador, a més de guanyar dues etapes (les dues contrarellotges) i vestir-se de líder un parell de jornades. Aquell mateix estiu va guanyar la medalla de bronze en la contrarellotge individual dels Jocs Olímpics de Pequín.
El 2009 va tornar a coincidir amb Lance Armstrong, disputant amb ell el Giro d'Itàlia, en què acabà cinquè després de la desqualificació del segon classificat, Danilo Di Luca. Al Tour de França, l'Astanà va dur un equip format per grans homes (Alberto Contador, Lance Armstrong, Andreas Klöden, Haimar Zubeldia, Iaroslav Popòvitx o el mateix Leipheimer) que va arrasar en la en la general individual, la contrarellotge per equips i la classificació final per equips, tot i la polèmica entre Contador i Armstrong. Amb tot, Leipheimer hagué d'abandonar la cursa després de patir una caiguda en la 12a etapa.
El 2010 va fitxar, junt a Andreas Klöden i altres ex-companys de l'Astanà pel RadioShack-Nissan que va crear Lance Armstrong. La seva nova temporada va ser força discreta, amb victòries al Tour de Gila i el Tour de Utah i una dotzena posició final al Tour de França.
El 2011 va guanyar la prestigiosa Volta a Suïssa, amb només 4 segons de diferència sobre el segon classificat, l'italià Damiano Cunego, mentre al Tour de França acabava en una discreta 32a posició final. Això el va dur a replantejar-se els objectius de cara a la part final de la temporada, posant el seu punt de mira en curses menors, com el Tour de Utah i el Quiznos Challenge, que va guanyar. Leipheimer, tot i els alts i baixos soferts durant l'any, va catalogar la temporada 2011 com una de les seves millors.
Després de cinc anys sota les ordres de Johan Bruyneel, el 2012, va fitxar per l'Omega Pharma-Quick Step. Va començar l'any amb la victòria al Tour de San Luis, però diverses caigudes patides posteriorment van fer que la temporada no fos bona.
L'octubre de 2012, com a testimoni en la investigació contra Lance Armstrong, Leipheimer va reconèixer l'ús freqüent de substàncies dopants fins al 2006, i també reconegué que hi havia una trama de dopatge en el si de l'equip US Postal durant els anys de triomfs d'Armstrong. A conseqüència d'això, se'l sancionà amb sis mesos, a comptar a partir de l'1 de setembre de 2012, i fou desqualificat de tots els resultats obtinguts entre l'1 de juny de 1999 i el 30 de juliol de 2006 i entre el 7 i el 29 de juliol de 2007.
Per la seva part l' Omega Pharma-Quick Step li va rescindir el contracte. La sanció finalitzava l'1 de març de 2013, però Leipheimer no va trobar equip per a la resta de la temporada i el maig va anunciar la seva retirada definitiva al ciclisme de competició.

## Palmarès
- 1995
  - 1r al Tour de la província de Namur
- 1997
  - Vencedor d'una etapa a la Cascade Cycling Classic
  - Vencedor d'una etapa al Tour de Toona
- 1998
  - 1r al Tour de Beauce i vencedor d'una etapa
- 1999
  -  Campió dels Estats Units en contrarellotge

- 2006
  - Vencedor d'una etapa de la Volta a Alemanya
- 2007
  -  Campió dels Estats Units en ruta
  - 1r a la Volta a Califòrnia i vencedor d'etapes
  - Vencedor de 2 etapes a la Volta a Geòrgia
  - Vencedor d'una etapa a la Volta a Missouri

- 2008
  - 1r a la Volta a Califòrnia i vencedor d'una etapa
  - 1r a la Cascade Cycling Classic i vencedor d'una etapa
  - 1r a la Clásica a los Puertos
  - Vencedor de 2 etapes a la Volta a Espanya
  - Vencedor d'una etapa del Critèrium del Dauphiné Libéré
  - Medalla de bronze en contrarellotge individual als Jocs Olímpics d'Estiu 2008
- 2009
  - 1r a la Volta a Califòrnia i vencedor d'una etapa
  - 1r a la Volta a Castella i Lleó i vencedor d'una etapa
  - 1r al Tour de Gila
  - 1r a la Sea Otter Classic (carretera)
- 2010
  - 1r al Tour de Gila i vencedor d'una etapa
  - 1r al Tour de Utah i vencedor d'una etapa
- 2011
  - 1r a la Volta a Suïssa
  - 1r al Tour de Utah
  - 1r al Tour del Colorado i vencedor de 2 etapes
  - Vencedor d'una etapa de la Volta a Califòrnia
- 2012
  - 1r al Tour de San Luis i vencedor d'una etapa

### Resultats al Tour de França
Resultats anul·lats entre 1999 i 2006 i juliol de 2007.
- 2002. 8è de la classificació general
- 2003. Abandona (2a etapa)
- 2004. 9è de la classificació general
- 2005. 6è de la classificació general
- 2006. 13è de la classificació general
- 2007. 3r de la classificació general. Vencedor d'una etapa
- 2009. Abandona (13a etapa)
- 2010. 11è de la classificació general
- 2011. 32è de la classificació general
- 2012. 32è de la classificació general

### Resultats a la Volta a Espanya
Resultats anul·lats entre 1999 i 2006 i juliol de 2007.
- 2001. 3r de la classificació general
- 2003. 58è de la classificació general
- 2008. 2n de la classificació general. Vencedor de 2 etapes.  Porta el mallot or durant 2 etapes

### Resultats al Giro d'Itàlia
- 2008. 18è de la classificació general
- 2009. 5è de la classificació general